# 辻出優翔
辻出 優翔（つじで ゆうと、1993年3月27日 - ）は、日本のキックボクサー、柔道整復師。
京都府京都市出身。ホーストカップ初代日本ライト級(60kg)王者。国際チャクリキ協会認定・西日本フェザー級王者。DEEP☆KICK第2代60kg王者。ストライカー キック 新人王。京賀塾所属。
京賀塾の塾長である父親の影響で小学2年生からフルコンタクト空手を始め、高校入学後キックボクシングに転向した。

## 略歴
- 2009年6月7日 - CLUB DEEP OSAKAで江頭仁志に2RKO勝ち。
- 2009年8月30日 - STRIKER1で大野聖に0-2の判定負け。
- 2009年10月4日 - 『問答無用』で樋口大樹に判定勝ち。
- 2009年11月3日 - STRIKER2で倉橋裕也とドロー。
- 2010年2月7日 - NEXTLEVELで村上隆志に判定勝ち。
- 2010年3月28日 - 第32回関西グローブ空手交流大会 軽中量級 準優勝。
- 2010年4月25日 - GRADIATOR6で柴田憂也に1-2の判定負け。
- 2010年8月8日 - DEEP☆KICK4でプロデビュー。
- 2010年11月7日 - フェニックススピリッツで国際チャクリキ協会認定・初代西日本フェザー級王者決定戦に挑みタイトル獲得。
- 2010年12月12日 - DEEP☆KICK5で三浦勝人に判定勝ち。
- 2011年5月1日 - チャクリキ ファイティング ガラ 4でYOSHI☆ハリケーンに判定勝ち。
- 2011年9月11日 - アクセル大阪大会でKingstuckroadに判定負け。
- 2012年2月19日 - STRIKER5で板谷一毅に3RKO勝ち。
- 2012年4月15日 - チャクリキ ファイティング ガラ 5でYOSHI☆ハリケーンに2RKO勝ち。
- 2012年5月20日 - ホーストカップで大和大地に判定負け。
- 2012年7月8日 - DEEP☆KICK12で山口侑馬に判定勝ち。
- 2012年11月25日 - DEEP☆KICK13 60kg王者決定トーナメント決勝戦でKING強介に延長ラウンド判定勝ち。DEEP☆KICK第2代60kg王者になる。
- 2014年3月15日 - 京都KBSホールで行われたWRESTLE-1 にて山崎秀晃とエキシビジョンマッチを行う。
- 2016年6月5日 - 京都KBSホールで行われたHoost Cup KINGS KYOTO ～MAMIYA祭り！意志を継ぐ者へ～でKING皇兵選手に判定勝ち。ホーストカップ初代日本ライト級王者になる。
- 2019年3月3日 - 京都KBSホールで行われたHOOST CUP KINGS KYOTO5で増井侑輝とラストマッチを行い、判定勝ち。

## 戦績
| キックボクシング 戦績 | キックボクシング 戦績 | キックボクシング 戦績 | キックボクシング 戦績 | キックボクシング 戦績 | キックボクシング 戦績 | キックボクシング 戦績 |
| --------------------- | --------------------- | --------------------- | --------------------- | --------------------- | --------------------- | --------------------- |
| 30 試合               | (T)KO                 | 判定                  | その他                | 引き分け              | 無効試合              |                       |
| 19 勝                 | 6                     | 13                    | 0                     | 1                     | 0                     |                       |
| 10 敗                 | 1                     | 9                     | 0                     | 1                     | 0                     |                       |

| 勝敗 | 対戦相手         | 試合結果                                              | 大会名                                                                         | 開催年月日     |
| ○    | 増井侑輝         | 3R終了 判定2-0                                        | HOOST CUP KINGS KYOTO5                                                         | 2019年3月3日   |
| ×    | 中嶋平八         | 3R 0:46秒 TKO                                         | HOOST CUP KINGS OSAKA3                                                         | 2018年10月28日 |
| ×    | 裕樹             | 4R終了 判定0-3                                        | HOOST CUP KINGS KYOTO4～闘志伝承～                                             | 2018年2月25日  |
| ○    | 池上孝二         | 3R終了 判定3-0                                        | HOOST CUP KINGS OSAKA２ ～チャンピオンカーニバル～                             | 2017年11月26日 |
| ○    | ルアン・サントス | 4R終了 判定3-0                                        | HOOST CUP KINGS KYOTO3～合戦～                                                 | 2017年7月9日   |
| ○    | 大月晴明         | 1R 2:39 TKO                                           | HOOST CUP KINGS KYOTO2～英雄凱旋～                                             | 2017年3月5日   |
| ○    | 上杉文博         | 3R終了 判定3-0                                        | Hoost Cup KINGS OSAKA エデイオンアリーナ大阪第一競技場大会～王者降臨、浪速！～ | 2016年10月2日  |
| ○    | KING皇兵         | 3R終了 判定3-0                                        | Hoost Cup KINGS KYOTO ～MAMIYA祭り！意志を継ぐ者へ～                           | 2016年6月5日   |
| ○    | 足利也真登       | 3R終了 判定3-0                                        | HoostCup KINGS ROAD -京都！王者への道-                                         | 2016年3月20日  |
| ○    | 半田喜蓮         | 3R終了 判定2-0                                        | HoostCup KINGS WEST2                                                           | 2015年11月29日 |
| ×    | 松崎妖輔         | 4R終了 判定0-3                                        | HoostCup SPIRIT6 MA・TSU・RI～京都夏の陣～                                     | 2015年7月12日  |
| ○    | 小田遼太         | 3R終了 判定3-0                                        | HoostCup SPIRIT5～京都の乱～                                                   | 2015年3月1日   |
| ○    | 松井大侑         | 1R 2:26 TKO（右ストレートでダウン後レフリーストップ） | DEEP☆KICK23                                                                    | 2014年12月21日 |
| △    | 山口侑馬         | 3R終了 判定 ドロー                                    | REBELS.29 with Dropout                                                         | 2014年8月31日  |
| ○    | HIRΦKI           | 3R 0:18 TKO（右フック）                               | HOOST CUP SPIRIT 4 -魂 其之参                                                  | 2014年6月22日  |
| ×    | 池上孝二         | 3R終了 判定0-3                                        | DEEP☆KICK17                                                                    | 2013年9月22日  |
| ×    | 不可思           | 3R終了 判定0-3                                        | HOOST CUP KINGS -王者たちの饗宴-                                               | 2013年6月16日  |
| ×    | 達晃             | 3R終了 判定0-3                                        | DEEP☆KICK15                                                                    | 2013年5月12日  |
| ○    | 岡崎恵佑         | 2R 1:29 KO（左膝蹴り）                                | チャクリキ ゴールドラッシュ in RKS                                             | 2013年3月31日  |
| ×    | 中村圭佑         | 3R終了 判定0-3                                        | Krush.26                                                                       | 2013年1月26日  |
| ○    | KING強介         | 4R終了 判定3-0                                        | DEEP☆KICK13                                                                    | 2012年11月25日 |
| ○    | 山口侑馬         | 3R終了 判定3-0                                        | DEEP☆KICK12                                                                    | 2012年7月8日   |
| ×    | 大和大地         | 3R終了 判定0-3                                        | ホーストカップ                                                                 | 2012年5月20日  |
| ○    | YOSHI☆ハリケーン | 2R 2:54 TKO（タオル投入）                             | チャクリキ ファイティング ガラ 5                                               | 2012年4月15日  |
| ○    | 板谷一毅         | 3R 1:28 KO（左ストレート）                            | STRIKER5                                                                       | 2012年2月19日  |
| ×    | Kingstuckroad    | 3R終了 判定0-2                                        | アクセル大阪大会                                                               | 2011年9月11日  |
| ○    | YOSHI☆ハリケーン | 3R終了 判定3-0                                        | チャクリキ ファイティング ガラ 4                                               | 2011年5月1日   |
| ○    | 三浦勝人         | 3R終了 判定3-0                                        | DEEP☆KICK5                                                                     | 2010年12月12日 |
| ○    | 中川幸樹         | 3R終了 判定3-0                                        | フェニックススピリッツ                                                         | 2010年11月7日  |
| ×    | 皇治             | 3R終了 判定0-3                                        | DEEP☆KICK4                                                                     | 2010年8月8日   |

## 獲得タイトル
- 国際チャクリキ協会認定・西日本フェザー級王者
- DEEP☆KICK第2代60kg王者
- ホーストカップ初代日本ライト級(60kg)王者